# Achaearanea sicki
Achaearanea sicki är en spindelart som beskrevs av Claude Lévi 1963. Achaearanea sicki ingår i släktet Achaearanea och familjen klotspindlar. Inga underarter finns listade i Catalogue of Life.